# هیزاکی
هیزاکی (انگلیسی: Hizaki؛ زادهٔ ۱۷ فوریهٔ ۱۹۷۹) موسیقی‌دان، گیتارنواز، بازیگر، مدل (شخص)، ترانه‌پرداز، و تهیه‌کننده موسیقی اهل ژاپن است. وی از سال ۱۹۹۷ میلادی تاکنون مشغول فعالیت بوده‌است.